# Pulau Seringat
Pulau Seringat est une île située au Sud de l'île principale de Singapour. 

## Géographie
Reliée à Pulau Sakijang Pelepah, elle s'étend sur environ 1 km de longueur pour une largeur approximative de 430 m.